# 広橋涼の超ラジ!
『Voice of A&G Digital 広橋涼の超ラジ!』（ひろはしりょうのちょうラジ）は、超!A&G+で2009年10月7日から2010年9月29日まで生放送されていた、ラジオ番組。パーソナリティは広橋涼。

## 放送概要
パーソナリティ
- 広橋涼

放送時間
- 2009年10月7日 - 2010年9月29日

水曜日 19:30 - 21:00（リピート放送：木曜日 14:30 - 16:00、日曜日 14:30 - 16:00）
特徴
- 本番組では既存のジングルの他に、独自のジングル（既存のジングルに広橋自らのタイトルコールを入れて編集したもの）を制作し、放送している。「超ラジ!」以外では、「三瓶由布子の超ラジ!Girls」や「井口裕香の超ラジ!Girls」が独自のジングルを流している。
- 他の曜日と異なり、番組の冒頭ではタイトルアニメーションを流さず、本番入り直後のスタジオの様子をそのまま流し、その後オープニングに突入すると言う流れになっている[1]。
- 他の曜日ではタイトルアニメーションの最後に担当曜日のパーソナリティーの写真が入るが、この番組だけは写真が入らない。
- 番組の最後には、リスナーから寄せられた締めの挨拶で締めるのが定番となっている。

## コーナー
ナウいぜ!イマいぜ!広橋涼
日頃から流行を追えていない広橋が今、巷で流行ってる物事をクイズ形式で学ぶ。
大人だったらできるもん!
「大人としてちゃんとしたい」と日頃から思っている広橋が大人の階段を上るため、大人としてのスキルを身につける、チャレンジに挑戦する。チャレンジに10勝すればご褒美となるが、10敗すると罰ゲームとなる。
週刊超ラジ!批評 水曜日(2010年1月13日 - 9月22日)
リスナーから寄せられた番組に対するご意見・ご要望を紹介し、番組作りに役立てていく
超!喜利（2010年4月7日 - 9月8日）
毎回、パーソナリティーの広橋から出されるお題に対し、リスナーから寄せられた面白い解答を紹介していくネタコーナー。ちなみに「超!喜利」は、「超ラジ!の大喜利」を略した、この番組独自の造語である。
広橋涼はたいしたもんだ!（2010年4月7日 - ）
リスナーから寄せられた「新しい○○は？」と言う提案に対し、広橋が即座に答えると言う、「超!喜利」とは全く逆の立場で作られたネタコーナー。広橋が答えたネタに応じて、「大したもんだ！」「それ、いいね！」「どうでもいいでーす！」と言った具合に、開幕ペナントレースによるジングルが流れる仕組みになっている。
Re：広橋さん（2010年7月14日‐9月8日）
第41回から始まった新コーナーの一つ。
白木あみんの乙女のつぶやき(2010年7月14日‐9月22日）
こちらも第41回から始まった新コーナーの一つ。

### 過去のコーナー
ずばっと!一刀両断( - 2009年12月30日)
広橋が親身になってリスナーの悩み相談に応える。コーナー時、広橋は「先生」と称し、白衣を着用している。
H&M( - 2010年3月31日)
リスナーに理想のシチュエーションや言われたいセリフを送ってきてもらい、それを元に広橋の得技である「妄想」を膨らまし、さらに濃いものにしていく。「H&M」は「広橋と妄想」、「変態と妄想」の略

## ゲスト
| 放送回 | 放送日         | 出演者名           | 備考                                                   |
| ------ | -------------- | ------------------ | ------------------------------------------------------ |
| 第 7回 | 2009年11月18日 | 仙台エリ           |                                                        |
| 第 9回 | 2009年12月2日  | 下屋則子           |                                                        |
| 第16回 | 2010年1月20日  | コング桑田         |                                                        |
| 第21回 | 2010年2月24日  | 開幕ペナントレース |                                                        |
| 第22回 | 2010年3月3日   | 三瓶由布子         |                                                        |
| 第26回 | 2010年3月31日  | 水野理紗           |                                                        |
| 第28回 | 2010年4月14日  | 開幕ペナントレース |                                                        |
| 第29回 | 2010年4月21日  | 松岡由貴           |                                                        |
| 第32回 | 2010年5月12日  | 鷲崎健             |                                                        |
| 第35回 | 2010年6月2日   | 坂入俊介           |                                                        |
| 第37回 | 2010年6月16日  | 深津ジュリ         |                                                        |
| 第37回 | 2010年6月16日  | 長谷川のび太       | オープニングのみ飛び入り                               |
| 第39回 | 2010年6月30日  | 野中藍             |                                                        |
| 第44回 | 2010年8月4日   | 三瓶由布子         | オープニングのみ飛び入り                               |
| 第50回 | 2010年9月15日  | 高橋美佳子         |                                                        |
| 第51回 | 2010年9月22日  | 開幕ペナントレース | ADとして公開生放送の前説を担当。ゲームコーナーにも参加 |